# The Outlaws (TV-serie)
The Outlaws är en brittisk komisk deckarserie skapad av Elgin James och Stephen Merchant. Merchant spelar dessutom en av huvudrollerna och har regisserat flera avsnitt. Serien hade premiär 2021.

## Rollista i urval
| - Rhianne Barreto – Rani Rekowski - Darren Boyd – John Halloran - Gamba Cole – Ben Eastfield - Jessica Gunning – Diane Pemberley - Stephen Merchant – Greg Dillard - Clare Perkins – Myrna Okeke - Eleanor Tomlinson – Lady Gabby Penrose-Howe - Christopher Walken – Frank Sheldon | - Charles Babalola – Christian Taylor - Claes Bang – The Dean - Ian McElhinney – John Halloran Sr, Johns far - Richard E. Grant – Earl of Gloucestershire, Gabbys far (säsong 1, 3) - Nina Wadia – Shanthi, Ranis mor (säsong 1-2) - Dolly Wells – Margaret, Franks dotter (säsong 1-2) - Grace Calder – DS Lucy Haines - Kojo Kamara – DS Selforth |